# Церква священномученика Димитрія (Геленки)
Церква священномученика Димитрія в Геленках — парафія і храм греко-католицької громади Козівського деканату Тернопільсько-Зборівської архієпархії Української греко-католицької церкви в селі Геленки Тернопільського району Тернопільської области.

## Історія церкви
У 1939 році в селі не було церкви, а лише невелика капличка біля хати Володимира Ласкового. Жителі села з часу його заснування належали до Успенської парафії в Козові[джерело?].
Наприкінці 1930-х років Степан Грам’як, який працював в Америці, написав заповіт, у якому віддав свій город під будівництво читальні або церкви. Завдяки ініціативі греко-католиків села та підтримці козівського священника Теофіля Бемка, у 1942 році було збудовано церкву. У 1945–1946 роках переселенці з села Дубно Сяноцького повіту (Польща) привезли та передали храму деякі церковні речі.
З 1946 року парафія і церква перейшли в підпорядкування Московського патріархату. У 1961 році влада закрила храм. Оскільки він згодом опинився в аварійному стані, активні мешканці села у 1989–1990 роках збудували нову церкву. Основним жертводавцем був А. Грам’як, але свій внесок робили й інші парафіяни: хтось — коштами, хтось — будівельними матеріалами, а хтось — працею.
Перше богослужіння та освячення церкви 8 листопада 1990 року провів отець декан Дмитро Долішняк разом із п’ятьма іншими священниками. Розпис храму виконали тернопільські художники, а іконостас, царські та дияконські двері створив Микола Конопельський.
У 1992 році звели дзвіницю. Будівництву та іншим потребам парафії допомагали пожертви від представників діаспори: П. Хабли з Англії, А. Грам'яка з Америки та інших вихідців із села.
8 листопада 2004 року владика Михаїл Сабрига здійснив єпископську візитацію, під час якої освятив престол і жертовник.
При парафії діють церковне братство, сестринство, братство «Першої п'ятниці», спільнота «Матері в молитві», Марійська та Вівтарна дружини.
На території парафії є кам'яний хрест, встановлений у 1898 році на честь скасування панщини. Також тут розташовані капличка, відновлена на початку 1990-х років за кошти П. Хабли та А. Грам’яка, та фігура Матері Божої, яку встановив невідомий благодійник.

## Парохи
- о. Теофіль Бемко,
- о. Йосип Гороховський,
- о. декан Дмитро Долішняк (1990—2004),
- о. Роман Рокецький (з 2004).